# Satellite Launch Vehicle

Foguete Satellite Launch Vehicle

O Satellite Launch Vehicle ou SLV (उपग्रह प्रक्षेपण यान) foi um projeto iniciado no começo de 1970 pela Organização Indiana de Pesquisa Espacial para desenvolver a tecnologia necessária para o lançamento de satélites. O projeto foi liderado por APJ Abdul Kalam. O SLV foi destinado a atingir uma altura de 400 km e levar uma carga de 40 kg. Era um foguete de quatro estágios com todos os motores de propelente sólido. O primeiro lançamento do SLV ocorreu em Sriharikota em 10 de agosto de 1979. O último lançamento do SLV ocorreu em 17 de Abril de 1983.

## Histórico de lançamento
| Voo | Data de lançamento/hora (UTC) | Plataforma de Lançamento | Carga                     | Massa   | Resultado | Notas                                                                                                  |
| --- | ----------------------------- | ------------------------ | ------------------------- | ------- | --------- | --- |
| E1  | 10 de agosto de 1979          | SLV Launch Pad           | Rohini Technology Payload | 35 kg   | Falha     | Uma válvula defeituosa causou a colisão do veículo com a Baía de Bengala 317 segundo após o lançamento |
| E2  | 18 de julho de 1980 02:33     | SLV Launch Pad           | Rohini RS-1               | 35 kg   | Sucesso   | |
| D1  | 31 de maio de 1981            | SLV Launch Pad           | Rohini RS-D1              | 38 kg   | Falha     | Colocado em órbita baixa, deteriorado após 9 dias                                                      |
| D2  | 17 de abril de 1983           | SLV Launch Pad           | Rohini RS-D2              | 41.5 kg | Sucesso   | |